# Friedrich August Theodor Winnecke
Friedrich August Theodor Winnecke, nemški astronom, * 5. februar 1835, Groß-Heere pri Hannovru, Nemčija, † 3. december 1897, Bonn, Nemčija.

## Življenje in delo
Winnecke je bil po študiju pomočnik na berlinskem observatoriju. Med letoma 1858 in 1867 je bil namestnik predstojnika Observatorija Pulkovo. Nato je nekaj časa deloval v Karlsruheju. Od leta 1872  do 1881 je bil profesor astronomije na novoustanovljeni nemški Univerzi v Strasbourgu.
Odkril je ali je bil soodkritelj več kometov, med njimi periodičnega kometa 7P/Pons-Winnecke, ter kometa, nekdaj znanega kot »Pons-Coggia-Winnecke-Forbesov komet«, vendar kasneje preimenovanega v 27P/Crommelin po Andrewu Crommelinu, ki je izračunal njegov tir.
Winnecke je 8. februarja 1869 objavil tudi katalog dvozvezdij Winneckejev katalog dvojnih zvezd, sestavljen na podlagi opazovanj iz Bonna, Berlina in Pulkovega. Telesa so v tem katalogu dobila oznako WNC. Poleg znanih dvojnic je navedel sedem novih dvojnic. Kasneje je navedel, da sta tri od njih (30 Eri, Bradley 757, 44 Cyg) kot dvojne zvezde prepoznala že Peters in Alvan Clark. Odkril je več meglic (NGC 6791, 1853). Leta 1863 je ponovno odkril dvozvezdje Winecke 4 (M40).
Januarja 1868 je odkril planetarno meglico NGC 1360 v ozvezdju Peči.
Po njegovi ženi Hedwigi se imenuje asteroid 207 Heda.
1. 1 2  Record #117407844 // Gemeinsame Normdatei — 2012—2016.
2. ↑  Виннеке Фридрих Август Теодор // Большая советская энциклопедия: [в 30 т.] — 3-е изд. — Moskva: Советская энциклопедия, 1969.